# Letis implens
Letis implens är en fjärilsart som beskrevs av Walker 1858. Letis implens ingår i släktet Letis och familjen nattflyn. Inga underarter finns listade i Catalogue of Life.